# Georges Schwob d'Héricourt
Georges-Julien Schwob d'Héricourt (25 janvier 1864, Lure - 20 août 1942, Aix-en-Provence), est un industriel et homme d'affaires français.

## Biographie

### Famille et débuts
D'une famille juive d'industriels du textile de l'Est et du Nord de la France, fils du négociant et banquier Eugène Schwob d'Héricourt (1830-1912), et cousin germain de James Schwob d'Héricourt et de Jacques Schwob d'Héricourt, Georges Schwob d'Héricourt sort diplômé de l'École des hautes études commerciales de Paris. Engagé en 1882, il devient lieutenant et officier d'ordonnance du général commandant le 18e corps d'armée. 
Présent en Oranie entre 1884 et 1889, il épouse cette dernière année, à Bordeaux, Emma Gradis, fille de Henri Gradis. Il est le père de Jean Schwob d'Héricourt.
Il est notamment propriétaire de la Roche Fendue, à Benerville-sur-Mer.

### Financier et homme d'affaires
Georges Schwob s'occupe d'industrie et débute dans des affaires au sein de la Compagnie générale pour l’industrie en France et à l’étranger (dont il assure la liquidation en 1905). Il devient ainsi secrétaire général de la Compagnie industrielle de traction pour la France et l'Étranger et de la Compagnie des tramways de Reims, administrateur de la Compagnie des tramways de Lorient et de la Compagnie des tramways de Tours. 
Il représente également la Compagnie générale pour l'industrie comme commissaire de la Société d'électricité et d'automobile Mors, des Charbonnages de Nikitowka et des Étains de Portugal.
Après l'absorption des Automobiles Mors par Citroën en 1907, Georges Schwob d'Héricourt devient président de la Société des engrenages Citroën, cofondée par son neveu André Boas.
Il cofonde avec Ernest Leplanquais de la Compagnie industrielle des pêcheries de l'Ouest-Africain en 1912.
À la fin de la Première Guerre mondiale, il devient président de la Société industrielle marocaine, de la Société marocaine de gaz comprimés à Casablanca (Air liquide) de 1918 à 1922 et de la Compagnie des scieries africaines.
Associé à son beau-frère Raoul Gradis à la tête de la maison Gradis, ils la firent évoluer en la Société française pour le commerce avec les colonies et l'étranger en 1921. Georges Schwob d'Héricourt en assure la présidence jusqu'en 1940, alors que Raoul Gradis en prend la vice-présidence.
Il succède au polytechnicien Camille Rodrigues-Ély à la tête de la BRC (Boas, Rodrigues et Cie) en 1922.
En 1932, il succède à Auguste-Raphaël Fontaine en tant que président de la Société française des distilleries de l'Indochine.
Il était également vice-président de la Banque de l'Afrique Occidentale et de la Compagnie d'assurances universelles, ainsi qu'administrateur délégué de la Société française des téléphones Berliner. Il siège aux conseils d'administration de la Compagnie générale des colonies (Paribas), de la Banque des produits alimentaires et coloniaux, de la Banque de Madagascar, de la Compagnie agricole et sucrière de Nossi-Bé, de la Société indochinoise de commerce, d'agriculture et de finance (SICAF), de la Réunion française et compagnies d'assurances universelles réunies, de la Société agricole et industrielle de Ben-Cui, de l'Est-Asiatique français, de la Compagnie métallurgique franco-belge de Mortagne, de la Compagnie française d’assèchement rationnel et d'assainissement, de la Société d'exploitation de produits et spécialités hygiéniques, de la Compagnie centrale d'énergie électrique, de la Société de Mécanique nouvelle, du Comptoir central des voies ferrées, de l'Omnium d'assurances maritimes, des Établissements L. Garnot, des Grands Domaines de Madagascar, des Tannins coloniaux, du Crédit sucrier et commercial, de la Compagnie générale des colonies.

### Autres
Trésorier du syndicat professionnel de l'Union des tramways de France, il est président des Sociétés de secours mutuels des ouvriers et employés des Tramways de Reims, des Tramways de Lorient et de la Société de Tramways vapeurs.
S'impliquant dans l’organisation d’expositions à partir de 1900, il est adjoint au commissaire du Gouvernement général de l'Indochine à l'Exposition universelle de 1900, secrétaire du Comité d'installation et d'organisation des classes 32, 33, 34 à l'Exposition de Hanoï, président du comité technique d'organisation du Congrès du commerce de Paris en 1905, vice-président du comité supérieur du Congrès colonial de 1905 et 1906, président du comité d'organisation et vice-président du jury supérieur de l'Exposition coloniale de 1907, responsable des pavillons coloniaux à l'Exposition internationale des Arts décoratifs et industriels modernes de 1925 et président général de l'Exposition coloniale internationale.
Schwob est président de la Chambre syndicale des caoutchoucs bruts (1923) et du Syndicat du commerce des riz auprès la Bourse de commerce de Paris (1925), vice-président de l'Office colonial (1910), membre du Conseil supérieur du Travail, du Conseil supérieur des Colonies, du conseil d'administration de l'Agence générale des colonies et de l'Union coloniale française, conseiller du commerce extérieur, président de l'Association des anciens élèves de l'École des hautes études commerciales de Paris depuis 1904.
Il est commissaire du Bureau de bienfaisance du 6e arrondissement de Paris.

## Distinctions
- Grand-croix de la Légion d'honneur
- Officier d'académie
- Officier de l'Instruction publique
- Ordre du mérite agricole
- Médaille d'or de la mutualité
- Médaille d'or à l'Exposition universelle de 1900.

## Sources
- Cassis, François Crouzet, T. Terence Richard Gourvish, Management and Business in Britain and France: The Age of the Corporate Economy, 1850-1990, 1995
- Michel Wattel, Béatrice Wattel, Les grand'croix de la Légion d'honneur: de 1805 à nos jours : titulaires français et étrangers, 2009
- Renaud de Rochebrune, Jean Claude Hazera, Les patrons sous l'Occupation, 1995